# 유럽 고속도로 40호선
| E 40 |

E40의 지도.

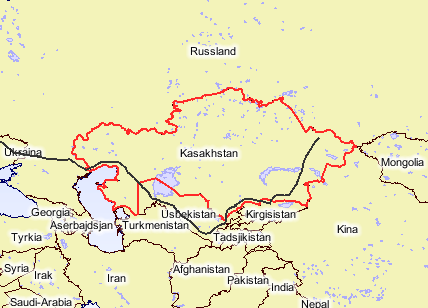
동유럽과 중앙아시아에서의 E40의 지도.

유럽 고속도로 40호선(영어: European route E40)는 국제 연합의 국제 E-로드 네트워크의 노선으로 A클래스 동서 방면 도로이다. 프랑스의 칼레를 출발점으로 카자흐스탄과 중화인민공화국의 국경을 종착점으로 한다. 이 도로는 10개국 약 8,300km를 연결한다.

## 경로

### 프랑스
- A16 (autoroute 16): 칼레 - 됭케르크

### 벨기에
- A18: 푀르너, 니우포르트, 오스텐더
- A10: 오스텐더, 브루게, 겐트, 알스트, 브뤼셀
- A3: 브뤼셀, 루뱅, 리에주, 오이펜

### 독일
- A44 (Bundesautobahn 44)
- A4: 아헨, 쾰른, 올페
- A45: 올페, 지겐, 베츨라르
- A480: 기센
- A5: 기센, 키르히하임
- A4: 키르히하임, 아이제나흐, 에르푸르트, 바이마르, 예나, 게라, 켐니츠, 드레스덴, 괴리츠

### 폴란드
- A4 (autostrada 4):즈고젤레츠, 볼레스와비에츠, 브로츠와프, 글리비체, 자브제, 야보주노, 크라쿠프, 제슈프
- 4: 제슈프, 야로스와프
- 77: 야로스와프, 프셰미실, Korczowa
- 4: 프셰미실, Korczowa

### 우크라이나
- М-11 Mostyska, Horodok
- 르비우
- М-06 브로디, Radyvyliv, 두브노, 리우네, 코레츠, 즈뱌헬, 지토미르, Korostyshiv
- 키이우
- М-03 보리스필, 야호틴, Pyriatyn, 루브니, 하롤, 폴타바, 하르키우, Chuhuiv, 이줌, 슬로우얀스크, 바흐무트
- М-04 Debaltseve, 루한스크

### 러시아
- 볼고그라드,

1. М21 카멘스크샤흐틴스키, 벨라야칼리트바, 모로조브스크, 수로비키노, 칼라치나도누
2. 볼고그라드
3. М6 나리마노브

아스트라한
А340

### 카자흐스탄
- 아티라우, 비노이

### 우즈베키스탄
- 쿤그라드, 누쿠스

### 투르크메니스탄
- 다쇼구즈

### 우즈베키스탄
- М37 부하라, 나보이
- М39 사마르칸트, 지자흐, 타슈켄트

### 카자흐스탄
- 심켄트, 타라즈

### 키르기스스탄
- 비슈케크

### 카자흐스탄
- М39 코르다이
- 알마티
- А350 사르요젝, 탈디쿠르간, 우차랄, Taskesken, 아야고즈, 외스케멘, 리더